# Shillong
Shillong este un oraș în India.